# Goesharders
Het Goesharders, inheemse naam Gooshiirder fräisch of freesch, is het Noord-Friese dialect, of beter een groep verwante dialecten, die gesproken worden in de Goesharden, een landstreek in Noord-Friesland.
Het Goesharders laat zich onderverdelen in het Noord-, Middel- en Zuidgoesharders, een verdeling die wordt gemaakt op grond van de geografische verdeling van het gebied. Binnen het Noordgoesharders onderscheidt men ook een westelijke (Ockholm) en een oostelijke (Langenhorn) variant. Het Goesharders is relatief sterk verwant aan het Halligers, het Karrharders, het Bökingharders en het Wiedingharders; deze dialecten vormen samen het Vasteland-Noord-Fries. Er is echter geen sprake van een dialectcontinuüm met deze varianten!
Het Goesharders ligt aan de zuidgrens van het Noord-Friese taalgebied en is daardoor relatief sterk onderhevig aan dialectverlies. Het Zuidgoesharders is in 1981 uitgestorven, het Middelgoesharders wordt naar verluidt acuut met uitsterven bedreigd. Het Noordgoesharders leeft nog wel; in Langenhorn worden er cursussen Fries gegeven. Ook andere plaatsen kennen heemkundekringen die zich met het Fries beziggehouden; zelfs Schobüll in de Zuidgoesharde, waar het Fries al uitgestorven heet te zijn. In Bredstedt, op de grens van de Noord- en Middelgoesharde, heeft bovendien het Nordfriisk Instituut zijn domicilie.